# Asnelles
Asnelles – miejscowość i gmina we Francji, w regionie Normandia, w departamencie Calvados.
Według danych na rok 1990 gminę zamieszkiwało 478 osób, a gęstość zaludnienia wynosiła 190 osób/km² (wśród 1815 gmin Dolnej Normandii Asnelles plasuje się na 457. miejscu pod względem liczby ludności, natomiast pod względem powierzchni na miejscu 1068.).